# Карпушевський Василь Михайлович
Василь Михайлович Карпуше́вський (29 вересня 1917, Київ — 26 грудня 1990, Київ) — український радянський живописець; член Спілки радянських художників України.

## Біографія
Народився 29 вересня 1917 року в місті Києві (нині Україна). 1937 року поступив до Київського художнього інституту. Брав участь у німецько-радянській війні. Нагороджений орденами Червоної Зірки (29 серпня 1944), Вітчизняної війни II (3 березня 1945) та трьома I (23 квітня 1945; 5 травня 1945; 6 квітня 1985) ступенів.
У 1949 році закінчив Київський художній інститут, де був учнем Володимира Костецького, Георгія Меліхова. Дипломна робота — картина «У визволеному селі» (керівник Карпо Трохименко). Протягом 1949—1951 років викладав у Київському училищі прикладного мистецтва. Мешкав у Києві в будинку на провулку Івана Мар'яненка, № 14, квартира № 3. Помер у Києві 26 грудня 1990 року.

## Творчість
Працював в галузі станкового живопису. Створював переважно реалістичні пейзажі. Серед робіт:
- «У визволеному селі» (1949);
- «Пенсіонер» (1957);
- «Золота осінь» (1958);
- «Київ. Площа Богдана Хмельницького взимку» (1959);
- «Київ. У Першотравневому парку» (1961);
- «Київ. Пам'ятник Тарасу Шевченку» (1961);
- «Весняний суботник» (1963);
- «Золота осінь у Першотравневому саду» (1967);
- «Дніпровські далі» (1967);
- «Сільський пейзаж» (1967);
- «Вечірній пейзаж» (1967);
- «Після дощу в Першотравневому саду. Київ» (1969);
- «Київ» (1970);
- «Зима. Радянський парк у Києві» (1971);
- «Білі тополі» (1971);
- «Польові квіти» (1974);
- «Хризантеми» (1975, варіант — 1978);
- «Ботанічний сад Академії наук УРСР» (1977);
- «Весняна алея» (1978, варіант — 1979, Краматорський художній музей);
- «Київ з Дніпра» (1979);
- «Київ. Вид на Дніпро» (1980);
- «У Першотравневому парку» (1981);
- «Бузок» (1982).

Виконав малюнок «Гоголь серед селян слухає бандуриста» (картон, 1952), акварелі — «Будівництво набережної Дніпра» (1954), «Передмостова слобідка» (1955).
Брав участь у республіканських виставках з 1949 року.